# Маркус Тормеєр
Маркус Тормеєр (англ. Markus Thormeyer, 25 серпня 1997) — канадський плавець.
Учасник Олімпійських Ігор 2016, 2020 років.
Призер Чемпіонату світу з водних видів спорту 2017 року.
Призер Чемпіонату світу з плавання на короткій воді 2016 року.
Призер Ігор Співдружності 2018 року.
Призер Панамериканських ігор 2015 року.
Чемпіон світу з плавання серед юніорів 2015 року.